# 馬丁區
49°3′46″N 18°55′19″E / 49.06278°N 18.92194°E

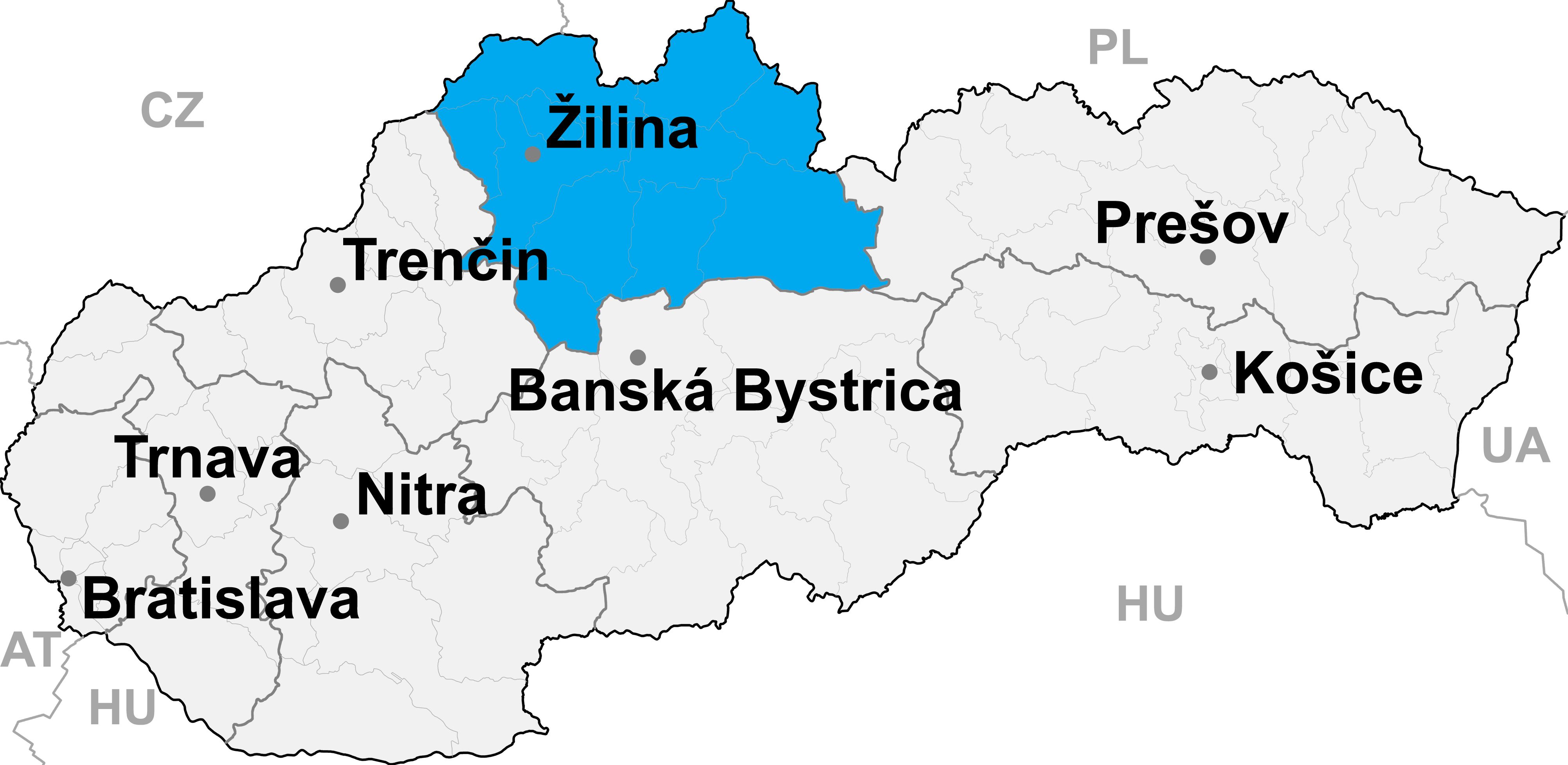

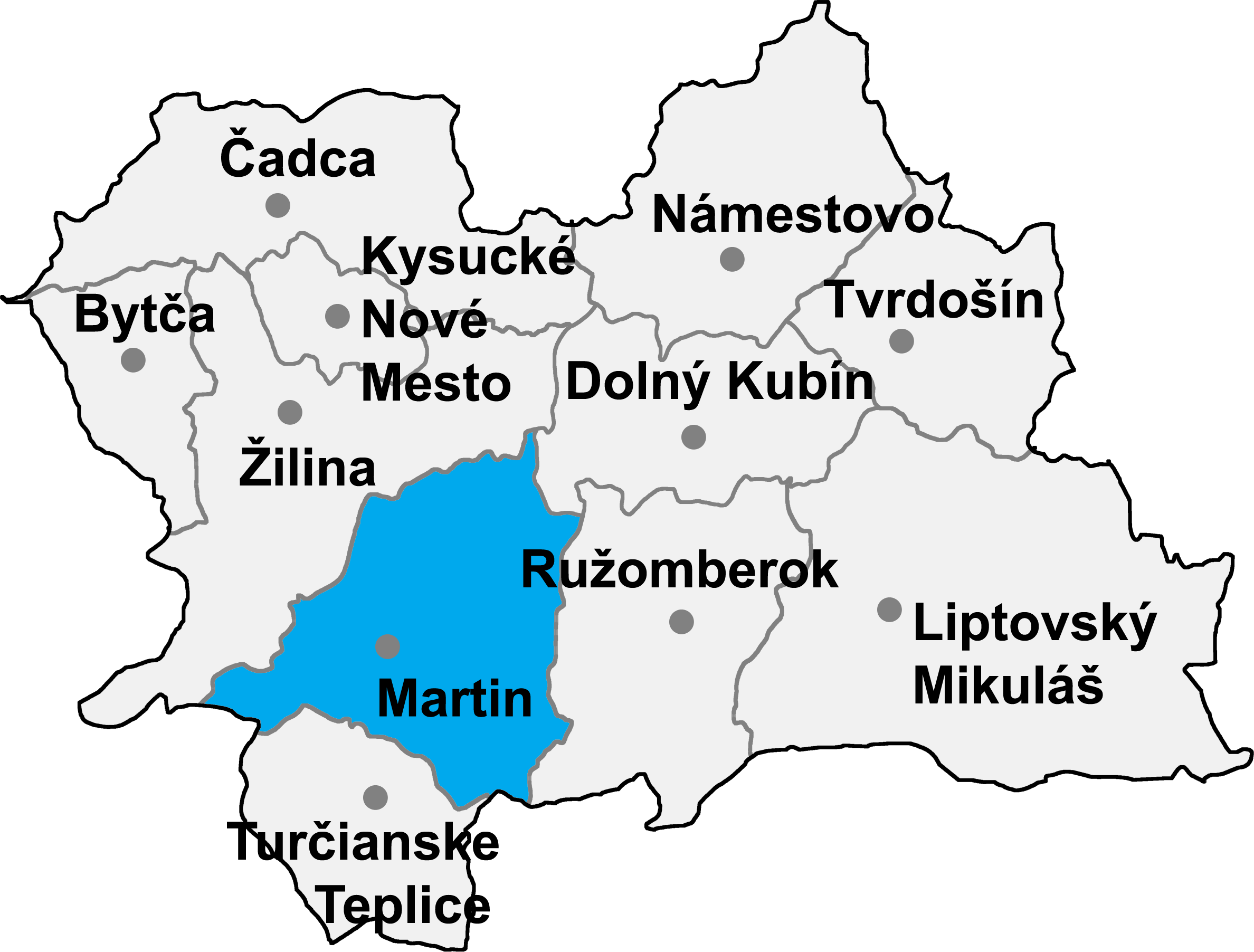

馬丁區，是斯洛伐克的一個區，位於該國北部，由日利納州負責管轄，面積736平方公里，2001年該區人口為97,813，人口密度為每平方公里130人。